# Фискальные марки Эритреи
Фискальные марки Эритреи впервые выпущены в Эритреи, когда она являлась итальянской колонией. Выпуск фискальных марок продолжался в период британской оккупации, в период её пребывания в составе Эфиопии, а также после обретения независимости. В столице Асмэре также был эмитирован ряд фискальных марок.

## Итальянская колония (до 1941)
Первые фискальные марки Эритреи появились, ещё когда она была колонией Италии. Это были выпуски марок гербового сбора (Marca da Bollo), для векселей (Marca da Bollo per Cambiali) и паспортов (Atti Esteri Passaporti), все они представляли собой итальянские фискальные марки с надпечаткой ERITREA (Эритрея). Помимо них, выпускались марки для коносаментов (Tassa Camerale sulle Polizze de Carico) с изображением итальянского герба в центре марки. Это были единственные фискальные марки Итальянской Эритреи, не являвшиеся надпечатками на итальянских марках.
Кроме того, на территории Эритреи также были в обращении общие выпуски фискальных марок для всех итальянских колоний, равно как и фискальные марки Итальянской Восточной Африки.

## Британская оккупация (1943—1952)
Англичане оккупировали Эритрею в ходе Второй мировой войны и ввели фискальные марки для Эритреи в 1943 году. Первый выпуск состоял из марок итальянских колоний с надпечаткой слов ERITREAN Inland Revenue (Эритрейский налоговый сбор) и номинала в центах или шиллингах. Позднее их сменили аналогичные марки с текстом надпечатки: ERITREA INLAND REVENUE. В 1944 году были выпущены типовые марки рисунков, аналогичных использовавшимся в Сомали. Эти марки оставались в обращении до самого конца британской оккупации. Также было сделано несколько надпечаток новых номиналов.
В 1947 году была выпущена типовая марка номиналом 4 цента с надпечаткой CYRENAICA P.T. 25 для использования в Киренаике, также находившейся под британским военным управлением.

## В составе Эфиопии (1952—1991)
Первыми фискальными марками Эритреи в составе Эфиопии стали типовые британские оккупационные выпуски с надпечатками в эфиопских долларах. В 1953 году им на смену появился новый выпуск, опять же с типовым рисунком, но с указанием новой валюты на самой марке. В 1955 году увидел свет ещё один выпуск с использованием типового дизайна, с обозначением номинала на трёх языках: амхарском, английском и арабском. Их заменил в 1960 году выпуск с изображением императора Хайле Селассие I.
После этого на территории Эритреи использовались эфиопские фискальные марки.

## Независимое государство (с 1991)
После обретения независимости эмиссия фискальных марок в Эритрее возобновилась. Первые такие марки были выпущены в 1991 году Временным правительством Эритреи, но уже через два года их сменил новый выпуск аналогичного дизайна, но с изменением надписи, чтобы отразить создание Государства Эритрея. В 1997 году появилась одиночная марка с изображением рыбы. Имеются две разновидности этой марки: с зубцовкой или с просечкой.

## Асмэра (1940—1960)
Первые фискальные марки Асмэры появились в 1940 году и изображали герб города. В период итальянской колонии вышли две серии, одна для санитарного сбора (итал. «Diritti Sanitari»), а другая — для канцелярского сбора («Diritti di Segretaria»).
В период британской оккупации Эритреи Асмэрой были выпущены марки, предназначенные для использования в качестве универсальных фискальных марок. Все они представляли собой марки итальянских колоний с надпечаткой англ. «Asmara Munipality Revenue» («Муниципальный гербовый сбор Асмэры») и номиналом в центах или шиллингах. Когда Эритрея вошла в состав Эфиопии, фискальными марками Асмэры по-прежнему оставались марки итальянских колоний с надпечаткой. Однако теперь текст надпечатки был на итальянском языке: «Municipio Asmara» («Муниципалитет Асмэры»), а новые номиналы были обозначены в эфиопских долларах.
Ещё две марки были выпущены для Асмэры в 1960 году. На них была изображена городская ратуша и стояла надпись итал. «SEGNATASSE» («Доплата»). Так обычно обозначались доплатные марки, но эти марки считаются фискальными, поскольку использовались только в фискальных целях и никогда — в функции доплатных марок.